# 艾爾雷茲龍屬
艾爾雷茲龍屬（學名：Elrhazosaurus）是鳥腳亚目恐龍的一屬，位於禽龍類的原始位置，生存於白堊紀早期的尼日。化石最初被歸類於橡樹龍科曠野龍的一個種，在近年被建立為獨立屬。

## 發現與命名歷史
正模標本（編號MNHN GDF 332）是一個左股骨，是由法國古生物學家菲利普·塔丘特（Philippe Taquet）發現於尼日北部的泰內雷沙漠，屬於艾爾雷茲組（Elrhaz Formation）地層，地質年代接近1億1500萬年前，相當於阿普第階晚期。在1982年，彼得·加爾東（Peter Galton）與塔丘特將這個股骨命名為曠野龍的第二個種，尼日曠野龍（V. nigeriensis）。與曠野龍的模式種相比，這個股骨的粗隆部、其他特徵有不同處。由於曠野龍的化石發現於歐洲，這個西非股骨當時被視為是歐洲與西非曾有陸橋連結的證據。
在2009年，彼得·加爾東認為這兩個種在形態、地理位置上有相當大差異，因此將這個西非股骨建立為新屬，模式種是尼日艾爾雷茲龍（E. nigeriensis）。屬名是以化石發現處的艾爾雷茲組為名。彼得·加爾東將艾爾雷茲龍歸類於橡樹龍科。艾爾雷茲龍目前只有一個股骨當地發現的另一個肱骨有時也被編入於艾爾雷茲龍。

## 古生態學與古生物學
在白堊紀早期，艾爾雷茲組是個有河流經過的砂岩地形，目前已在當地發現多樣性的動物化石，例如生存於淡水環境的雙殼綱、弓鮫科、硬骨魚類、烏龜，還有鱷形類的鴨鱷、阿拉利坡鱷、帝鱷、索托鱷，某種未命名的鳥掌翼龍科，獸腳類的始鯊齒龍、隱面龍、似鱷龍、一種未命名的西北阿根廷龍科，蜥腳類的尼日龍、一種未命名的泰坦巨龍類，以及禽龍類的沉龍、豪勇龍。
艾爾雷茲龍屬於禽龍類的橡樹龍科，是種體型小的二足植食性恐龍，善於奔跑。